# Sōbetsu, Hokkaidō
Sōbetsu (壮瞥町 Sōbetsu-chō) là thị trấn thuộc huyện Usu, phó tỉnh Iburi, Hokkaidō, Nhật Bản. Tính đến ngày 1 tháng 10 năm 2020, dân số ước tính thị trấn là 2.743 người và mật độ dân số là 13 người/km2. Tổng diện tích thị trấn là 205,04 km2.